# Delias argenthona
Delias argenthona is een vlindersoort uit de familie van de Pieridae (witjes), onderfamilie Pierinae.
Delias argenthona werd in 1793 beschreven door Fabricius.